# Jakub Kraska
Jakub Kraska (ur. 19 kwietnia 2000 w Łodzi) – polski pływak specjalizujący się w stylu dowolnym, brązowy medalista mistrzostw Europy.
Jest obecnie zawodnikiem klubu AZS Łódź. Jego klubowym trenerem jest Maciej Hampel. Mieszka w Łodzi. Jest absolwentem łódzkiego XXXIII Liceum Ogólnokształcącego im. Armii Krajowej.

## Kariera
Jest wychowankiem klubu UKS Piątka Konstantynów Łódzki, gdzie rozpoczął współpracę ze swoim obecnym trenerem.
W lipcu 2016 roku podczas mistrzostw Europy juniorów w Hódmezővásárhely wywalczył brązowe medale w sztafetach 4 × 100 m stylem dowolnym i 4 × 100 m stylem zmiennym, a także złoty medal w sztafecie 4 × 200 m stylem dowolnym (płynął jedynie w porannych eliminacjach, nie płynął w finale, ale jako uczestnik tej sztafety również otrzymał złoty medal).
W czerwcu 2017 roku na mistrzostwach Europy juniorów w Netanji zdobył złoto w sztafecie 4 × 100 m stylem dowolnym i brąz na dystansie 100 m stylem dowolnym, uzyskawszy czas 49,35. Kraska brązowe medale wywalczył także w sztafecie męskiej 4 × 100 m stylem zmiennym i mieszanej 4 × 100 m stylem dowolnym.
Dwa miesiące później podczas mistrzostw świata juniorów w Indianapolis wywalczył srebrny medal w sztafecie 4 × 100 m stylem dowolnym.
W grudniu 2017 roku na zimowych mistrzostwach Polski seniorów w Łodzi, odbywających się na krótkim basenie 25 m, zdobył indywidualnie brązowy medal w kategorii open na swoim koronnym dystansie 100 m stylem dowolnym.
W kwietniu 2018 roku został zawodnikiem klubu AZS Łódź, gdzie zatrudniony został również trener Maciej Hampel.
W maju 2018 roku na głównych mistrzostwach Polski w Łodzi, tym razem na długim basenie 50 m, zdobył indywidualnie srebrny medal w kategorii open na 100 m stylem dowolnym.
3 sierpnia 2018 roku, startując na swojej pierwszej w życiu seniorskiej imprezie o charakterze międzynarodowym, podczas mistrzostw Europy w Glasgow zdobył brązowy medal w sztafecie 4 × 100 m stylem dowolnym, uzyskując jednocześnie najlepszy czas zmiany (48,07) spośród całej polskiej sztafety.